# Watotika Ile
Watotika Ile is een bestuurslaag in het regentschap Flores Timur van de provincie Oost-Nusa Tenggara, Indonesië. Watotika Ile telt 505 inwoners (volkstelling 2010).